# Elodes aquatica
Elodes aquatica är en skalbaggsart som beskrevs av Blaisdell. Elodes aquatica ingår i släktet Elodes och familjen mjukbaggar. Inga underarter finns listade i Catalogue of Life.